# サムライ (ボードゲーム)

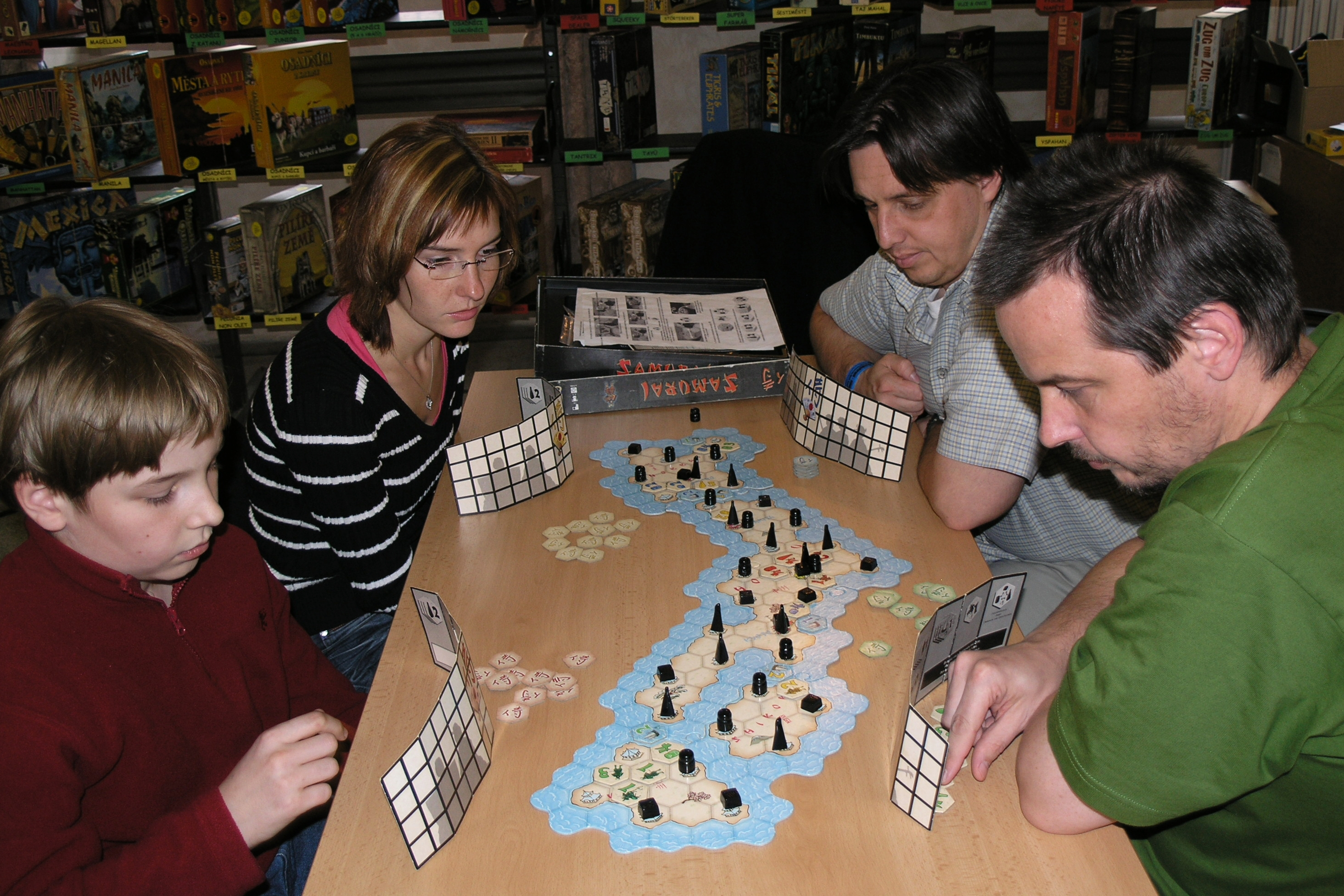
サムライ

『サムライ』 (SAMURAI) は、日本を舞台とした、ドイツのボードゲーム。初版は1999年に発売。作者はライナー・クニツィア。発売はHans im Glück社。プレイ人数は、2～4人。

## ゲームの概要
最初に特筆すべきは、外箱のデザインである。富士山や城や武士や仏像のイラストで、誇張された日本のイメージを描いている。加えて、「侍」「このゲームは最高」「幸せなハンス」（社名の日本語直訳）などと、おぼつかないタッチの日本語が書かれている。いずれも、おそらくは意図的なおふざけと思われる。
ボードは日本列島をデザインしたもので、六角形の升目に区切られている。4人プレイ時は北海道から九州まで使い、3人プレイ時は北海道を除き、2人プレイ時は北海道と九州を除く。
ゲームの内容は、いたって正統派。プレイ開始時に日本の各都市に3種類のコマを配置する。その3種類は、日本の象徴たる(?)「仏像」「水田」「兜」を表している。ゲームはこれらのコマを多く取ることを目的とする。
手番では、手札（タイル）から1枚をボードの好きなところに置く。タイルには3種のコマに与える影響度の数字が書かれており、ある都市の周りが全てタイルで埋まった時点で、それらの数字の合計の最も大きいプレイヤーが象徴コマを得ることができる。一度置かれたタイルは原則的に動かせない。特殊効果のあるタイルもある。
盤面が全部埋まったらゲーム終了。勝利条件は少々複雑で、
1. 象徴コマのいずれか1種の獲得数が単独トップ
2. それ以外の2種の獲得数の合計が最大であるプレイヤー

が勝利となる。
単純な陣取りゲームとしても、手札の選択（限定されている）と置く場所の選択（無制限）の組み合わせに悩む。さらに勝利条件を考慮すると、自分が取るべきコマの選択と他者に取らせるべきではないコマの選択に、心理的な駆け引きや戦略がからむ、本格派のゲームとなっている。

## カードゲーム版
2009年にこのゲームをカードゲーム化した『SAMURAI The Cardgame』が発売された。発売元はドイツ版がABACUS SPIELE社、英語版がRIO GRANDE GAMES社。ゲームデザインはボードゲーム版と同じくライナー・クニツィアが担当。2010年には日本語翻訳版が『サムライ・カードゲーム 完全日本語版』のタイトルでホビージャパン社より発売された。
怪しいテイストのボックスアートは健在で、完全日本語版ではその雰囲気をあえて崩さないようにタイトルロゴを翻訳している。
おおまかなゲームルールはボードゲーム版と同じだがカードゲーム版では日本地図を模したボードは存在しない。ゲームの進行に従って七並べのように「村カード」が山札から次々と並べられてゆき、これがボードの代わりとなる。
各プレイヤーは「武力カード」を手札として持ち、場にすでに配置されている村カードに隣接するように武力カードを置いていく。村カードの四方が他のカードで囲まれたとき、もっとも高い数値の武力カードを出しているプレイヤーがその村を支配したことになる。村カードには「兜」「仏像」「田畑」の三種類のうちいずれかのシンボルマークがいくつか描かれており、このシンボルマークの種類と数が、その村を支配するプレイヤーが得るポイントとなる。